# Cantone di Le Chambon-Feugerolles
Il Cantone di Le Chambon-Feugerolles era una divisione amministrativa dell'arrondissement di Saint-Étienne.
È stato soppresso a seguito della riforma complessiva dei cantoni del 2014, che è entrata in vigore con le elezioni dipartimentali del 2015.
Comprendeva i comuni di:
- Le Chambon-Feugerolles
- La Ricamarie